# تيودور أدورنو
تيودور أدورنو (Theodor W. Adorno) [] []، فيلسوف وعالم اجتماع وعالم نفس وموسيقي ألماني، اشتهر بنظريَّاته النقدية الاجتماعية.
كان أدورنو عضواً بارزاً في مدرسة فرانكفورت النقدية، وارتبطت أعماله بالعديد من المُفكرين البارزين مثل إرنست بلوخ، والتر بينجامين، ماكس هوركهايمر، هيربرت ماركوس وغيرهم، ويعتبر على نطاق واسع أحد أهم المُفكِّرين في القرن العشرين في الفلسفة وعلم الجمال، بالإضافة لمقالاته الكثيرة فقد اشتهر بكتبه التي انتقد فيها الفاشية وأثَّر من خلالها بشكلٍ كبير في اليسار الأوربي الجديد وأهم هذه الكتب: الجدل في عصر التنوير (1947)، الجدل السلبي (1966).
وسط الرواج الذي كانت المذاهب الوجودية والوضعية تتمتَّع به في أوروبا في أوائل القرن العشرين قدَّم أدورنو مفهوماً جدليَّاً للتاريخ الطبيعي انتقد فيه التشارك بين المدرسة الأنطولوجيَّة والمدرسة التجريبيَّة، باعتباره موسيقياً وعازف بيانو ساهم ذلك في تشكيل خلفيَّة لكتاباته اللاحقة، وساعد توماس مان في روايته الشهيرة دكتور فاوست عندما كان الاثنان يعيشان في كاليفورنيا في الولايات المتحدة الأمريكية كمنفيَّين خلال الحرب العالمية الثانية، وفي نفس الفترة تعاون أدورنو مع معهد الأبحاث الاجتماعية في العديد من الدراسات الهامة حول الاستبداد ومعاداة السامية والعديد من المواضيع الأخرى التي كانت ستستخدم كنماذج للدراسات الاجتماعية التي أجراها المعهد في ألمانيا ما بعد الحرب.
لاحقاً وعند عودته إلى فرانكفورت شارك أدورنو في إعادة بناء الحياة الفكرية والثقافية في ألمانيا من خلال مناقشاته مع كارل بوبر حول القيود على العلوم الوضعية، وانتقد الخطاب الأصولي لهايدغر والكتابات حول المسؤولية الألمانية عن الهولوكوست، والتدخلات المستمرة في السياسة العامة الألمانية، وانتقد الثقافة الغربيَّة المعاصرة بشدَّة، وفي نظريَّاته التي نشرت بعد وفاته دعوة للفن الملتزم الذي يُركِّز على المحتوى والجوهر أكثر من الشكل والمظهر.

## حياته ومهنته

### السنوات الأولى: فرانكفورت
ولد تيودور أدورنو في إحدى ضواحي فرانكفورت في 11 سبتمبر 1903، وهو الابن الوحيد لأوسكار ألكسندر فيسنغروند (1870-1946) وماريا أدورنو ديلا بيانا (1865-1952)، كانت والدته كاثوليكيَّة مُتشدِّدة من كورسيكا وعملت في إحدى مراحل حياتها كمغنية محترفة، في حين أنَّ والده كان يهوديَّاً تحوَّل إلى البروتستانتية وكان تاجر نبيذ ثري، أرادت والدة تيودور أن يحمل ابنها لقب أدورنو افتخاراً بأصولها وكانت أولى منشوراته تحمل اسم تيودور فيسنغروند – أدورنو، لاحقاً وعندما قدَّم طلباً للحصول على الجنسية الأمريكية تم تعديل اسمه إلى تيودور أدورنو بناءً على طلبه.
في طفولته عاش تيودور حياة موسيقيَّة بفضل أمُّه وخالته، فأمُّه ماريا كانت مغنيَّة محترفة قدَّمت بعض العروض في فيينا في البلاط الإمبراطوري، في حين أنَّ خالته أغاثا التي تعيش معهم في نفس المنزل كانت مغنية وعازفة بيانو محترفة، وهكذا برع تيودور في الموسيقى بشكلٍ مذهل حتى أنَّه كان بإمكانه أن يعزف مقطوعات بيتهوفن على البيانو وهو بعمر الثانية عشرة.
التحق بمدرسة دويتشهرن وهو بعمر السادسة والتحق بعدها بمدرسة كايزر ويلهيام من عام 1913 إلى عام 1921، وهناك تأثَّر بشكل كبير بالتيارات الفكريَّة والفلسفيَّة التي كانت تجتاح أوروبا في ذلك الوقت ، ويمكن القول أنَّ ميِّزة التشاؤم التي صبغت أفكار أدورنو وأعماله لاحقاً سببها الاستياء الذي شعر به تجاه الفكر القومي الذي اجتاح الرايخ خلال الحرب العالمية الأولى، وإلى جانب العديد من المفكرين المعاصرين مثل والتر بنجامين وماكس هوركهيمر وإرنست بلوخ خاب أمل أدورنو من الوضع السياسي الألماني وطريقة وصول المسؤولين للحكم فيها ، في عام 1937 تزوَّج تيودور من غريتيل هرزبيرغر وهي ابنة الكبرى لصاحب مصنع ثري دخل بشراكة مع والد تيودور.
خلال أيام دراسته في فرانكفورت استفاد من عروض الحفلات الموسيقيَّة الغنائية التي كانت تُقام فيها بشكل دوري، وبدأ في دراسة الموسيقى في أحد المعاهد مع اثنين من كبار المُلحِّنين برنارد سيكلز وإدوارد يونغ، وفي نفس الوقت تقريباً أصبح صديقاً لسيغفريد كراكايور المُحرِّر الأدبي في مجلة فرانكفورت زيتيونغ، وكتب عنه لاحقاً: لسنواتٍ عديدة كنتُ أقرأ كتابات كراكايور بشكلٍ منتظم بعد ظهر يوم كل يوم سبت، وإنَّني لا أبالغ عندما اقول إنَّني مدين لهذه الكتابات أكثر بكثير من المُعلمين الأكاديميين، فبتأثير هذه الكتابات فهمت تاريخ العلم بعيداً عن الطريقة النظريَّة الإلقائيَّة وأصبحت باحثاً عن الحقيقة.
انتقل أدورنو بعدها لدراسة الفلسفة وعلم النفس وعلم الاجتماع في جامعة يوهان فولفغانغ غوته في فرانكفورت، وبدء في هذه الفترة بنشر مراجعات للحفلات الموسيقيَّة والقطع الموسيقيَّة في بعض المجلَّات المميَّزة، وفي مقالاته هذه دافع عن الموسيقيَّة الكلاسيكيَّة وانتقد إخفاقات الحداثة الموسيقيَّة مثل «حكاية الجندي سترافينسكي» التي وصفها عام 1923 بأنَّها: مزحة بوهيميَّة كئيبة، وفي صيف عام 1924 حصل أدورنو على الدكتوراه في دراسة قدَّمها عن إدموند هوسرل تحت إشراف هانز كورنيليوس، وخلال سنوات الدراسة هذه التقى مع عدد من أبرز المفكرين الذين تعاون معهم لاحقاً أمثال ماكس هوركهيمر ووالتر بينجامين.

### فيينا وفرانكفورت وبرلين
خلال صيف 1924 قدَّم الموسيقار الشهير ألبين بيرغ الأوبرا الأولى له المعروفة باسم "Wozzeck" في فرانكفورت، وخلال هذا العرض قدَّم أدورنو نفسه إلى بيرغ واتفقا على أن يتابع المُلحن والفيلسوف الشاب دراسته مع بيرغ في فيينا، وهذا ما حصل بالفعل عندما انتقل أدورنو إلى فيينا في فبراير 1925 وانغمس في الثقافة الموسيقيَّة فيها، فبالإضافة إلى جلساته مرتين أسبوعين مع بيرغ واصل دراسته على البيانو مع إدوارد ستيرمان، وعلى الكمان مع رودولف كوليش، وحضر محاضرات كارل كراوس السياسيَّة، دائماً ما كان أدورنو يشير لألبين براغ باسم «أستاذي ومعلمي»، وعن أدورنو يقول بيرغ: «أنت قادر على تحقيق إنجازات كبيرة جداً، ويوماً ما سيكون لك أعمال فلسفيَّة عظيمة» }.
بعد مغادرته فيينا سافر أدورنو إلى إيطاليا وفيها التقى بالعديد من المفكرين، منهم الفيلسوف الاقتصادي ألفريد سون ريثل الذي طوَّر معه صداقة دائمة، وعاد لاحقاً إلى فرانكفورت في ديسمبر 1926 وهناك كتب عدة مقالات وكتب هامة في الموسيقى والفلسفة وعلم النفس ، بالإضافة لنشر العديد من المراجعات لعروض الأوبرا والحفلات الموسيقيَّة، ولاحقاً قدَّم العديد من العروض الموسيقيَّة في برلين بين أعوام 1928 – 1930 وتولى دوراً رئيسيَّاً في تحرير مجلة Musikblätter des Anbruch وساهم من خلال عمله هذا في دعم الموسيقى الكلاسيكيَّة الحديثة ضد ما أسماه الموسيقى المُستقرَّة، اعترض العديد من المُفكرين والكتَّاب على نظريَّات أدورنو، الأمر الذي جعله يفكِّر جديَّاً في تغيير أولويَّاته، وهكذا وضع نصب عينيه تطوير نظريَّة فلسفيَّة عن علم الجمال وجَعَل أنشطته الموسيقيَّة في المرتبة الثانية، ولذلك قَبل عرض بول تيليش لتنقيح أعمال كيركيغارد والتي قدَّمها أدورنو في نهاية المطاف على شكل كتاب أسماه «بناء الجمال»، في ذلك الوقت كانت فلسفة كيركيغارد ذات نفوذ كبير على الفكر الأوروبي من خلال اعتبارها بديلاً للفلسفة المثالية وفلسفة هيغل التاريخية، وحظي كتاب أدورنو باستحسان النقاد والمفكرين الذين راجعوه، وفي نفس اليوم الذي نشر فيه هذا الكتاب - 23 مارس 1933 - استولى هتلر على السلطة في ألمانيا.
بعد عدة أشهر من عمله كمحاضر في الفلسفة ألقى أدورنو محاضرة افتتاحية له في معهد البحوث الاجتماعية وهو منظمة مستقلة كان يديرها صديقه هوركهايمر، كانت محاضرته التي عنونها «حقيقة الفلسفة» صدمة حقيقيَّة فالبرغم من أنَّها كانت تتبع لنفس البرنامج الذي وضعه هوركهايمر للمعهد منذ توليه إدارة المعهد ولكنَّها تحدَّت قدرة الفلاسفة على فهم الواقع بطريقتهم النظريَّة وأعلن فيها أدورنو أنَّ العقل غير قادر على استيعاب الكليَّات أو إنتاجها ولكنَّه قد يكون من الممكن أن يفهم التفاصيل ويدركها، ويجب على الفلسفة التي فقدت مكانتها كملكة للعلوم أن تحوِّل مقاربتها للأشياء بشكل جذري وتخلق طرقاً وأساليب جديدة لقراءة الواقع
من إنجازات هوركهايمر بعد أن تولَّى إدارة المعهد إصدار مجلة جديدة لنشر أبحاث أعضاء المعهد قبل وبعد انتقال مقره إلى الولايات المتحدة، وعلى الرغم من أنَّ أدورنو لم يكن عضواً في المعهد نفسه ولكنَّه نشر العديد من مقالاته في هذه المجلة منها: الوضع الاجتماعي للموسيقى (1932)، الاستماع (1938)، أجزاء من فاغنر (1938).
اعتمد تحليل أدورنو الفلسفي للظواهر الثقافية خلال دوره الجديد كمُنظِّر اجتماعي بشكلٍ كبير على لغة المادية التاريخيَّة، ولكن أسباباً عديدة منها وجود عالم اجتماع آخر بارز في المعهد هو كارل مانهايم دفعت أدورنو للتخلي عن فكرة أنَّ علم الاجتماع ليس له أي قيمة حقيقيَّة، ودعا لشكل من أشكال النقد الأيديولوجي للوصول للحقيقة، وقبل هجرته من ألمانيا إلى الولايات المتحدة في خريف عام 1934 بدأ أدورنو العمل على رواية فلسفيَّة تشبه مغامرات توم سوير لمارك توين ولكن هذا العمل لم يكتمل أبداً، وفي الوقت الذي هرب فيه من ألمانيا النازية كان قد كتب بالفعل أكثر من 100 أوبرا و50 مراجعة نقدية موسيقيَّة على الأقل.
عندما وصل الحزب النازي لسدة الحكم في ألمانيا وأصبح أكبر الأحزاب في البرلمان الألماني عام 1932 كتب أدورنو: لقد وصلت اللاعقلانية في المجتمع الألماني إلى نقطةٍ لم يعد أحدٌ يستطيع أن يتكهَّن بما سيحدث بعدها، وفي سبتمبر من نفس العام مُنع أدورنو من التدريس وقامت الشرطة الجنائية التي يسيطر عليها النازيِّون بتفتيش منزله ومكاتب المعهد الذي كان يُدرِّس فيه، ورفض طلبه في الحصول على عضوية اتحاد الأدباء في الرايخ لأنَّ العضوية كانت تقتصر «على الأشخاص الذين كانوا ينتمون للأمَّة الألمانية من خلال روابط الدم والشخصية» وتمَّ الرد على طلبه «بأنَّك لا يمكنك أن تشعر أو تقدِّر هذا الالتزام»، وبعدها بفترة وجيزة اضطرَّ أدورنو للهجرة إلى الولايات المتحدة الأمريكية والبقاء في منفاه لأكثر من 15 عام.

### أوروبا ما بعد الحرب

#### العودة إلى جامعة فرانكفورت
ساهم أدورنو في صياغة الثقافة السياسية الجديدة لألمانيا الغربية بعد عودته من الولايات المتحدة عند انتهاء الحرب حتى وفاته عام 1969، واستأنف عمله كأستاذ في جامعة فرانكفورت فور عودته إلى ألمانيا وأعطى الكثير من المحاضرات النقدية حول فلسفة هيغل وكانط وعلم الجمال والمشكلات المعاصرة في نظريَّة المعرفة ومفهوم المعرفة، ولكنَّ شغفه واهتمامه بالتدريس لم يُعمه عن المشكلات المستمرة التي كانت تعصف بألمانيا، فالمناخ الأدبي كان يهيمن عليه الكتاب الذين عاشوا في ألمانيا خلال حكم هتلر، ووصل الكثير من النازيين السابقين إلى الوظائف والمناصب العامة، واختفت روح التعاون في مجتمع فرانكفورت المُمزق، ولذلك كان من الصعب التمسك بأفكار حقيقيَّة وجميلة بعد كل هذه الفظائع، أو التشبث بثقافة فقدت نفسها تحت الأنقاض أو في معسكرات الاعتقال، وكانت كلُّ الحماسة التي أظهرها طلاب أدورنو لأفكاره لا تستطيع أن تمحو الشكوك في أنَّ الثقافة أصبحت ذريعة أو تبرير لغياب الوعي السياسي ، رغم ذلك كلِّه سرعان ما تبلورت الأسس لما بات يعرف لاحقاً «بمدرسة فرانكفورت»، وعاد هوركهايمر لمنصبه كأستاذ للفلسفة الاجتماعية، وأصبح معهد البحوث الاجتماعية الذي أعيد بناؤه رأس الحربة في التفكير النقدي الألماني.

#### مقالات عن الفاشية
كتب أدورنو سلسلة من المقالات الهامة والمؤثرة لوصف السمات النفسية للفاشية، أولها «فاغنر، نيتشه، هتلر» التي كتبها عام 1947، وأشهرها «الشخصية الاستبداديَّة» التي نشرها عام 1950 كمساهمة في الدراسات التي أجرتها عدة معاهد بحثية في الولايات المتحدة ، تتألف هذه المقالة من تفسيرات نوعية للطابع الاستبدادي من خلال استخدام أسئلة غير مباشرة عن الموضوع، وفي نفس السياق كتب مقالته «الفرويديَّة النظريَّة ونمط الدعاية الفاشية» التي نشرها عام 1951 وقال فيها إنَّ العوامل النفسية ليست سبباً للفاشية، بل إنَّ الفاشية هي التي تستغل بنجاح عامل نفسي معيَّن لتحقيق مصالحها
، وفي عام 1952 شارك في تجربة جماعية للكشف عن بقايا الاشتراكية النازية عند الألمان الذين تحولوا حديثاً نحو الديمقراطيَّة، ثم نشر مقالين هامين: معنى العمل عبر الماضي (1959)، والتعليم بعد أوشفيتز (1966)، حيث أكَّد فيهما على بقاء الأفكار الاشتراكية القوميَّة في العقليات والمؤسسات الألمانية في فترة ما بعد 1945 وأنَّ هناك خطر حقيقي من إمكانية صعودها مرة أخرى.

#### أحداث عامة
عاد أدورنو إلى الولايات المتحدة في سبتمبر 1951 في زيارة استمرت 6 أسابيع، حضر خلالها افتتاح مؤسسة هاكر للطب النفسي، والتقى عدداً من أصدقائه القدامى وشاهد والدته للمرَّة الأخيرة، وأثناء عودته إلى ألمانيا توقَّف في باريس لإلقاء محاضرته: «الحالة الراهنة للبحوث الاجتماعية التجريبيَّة في ألمانيا» في المؤتمر الذي كان معقوداً فيها حول أبحاث الرأي، وفي هذه المحاضرة شدَّد على أهمية جمع البيانات والتقييم الإحصائي مع التأكيد على أنَّ هذه الأساليب التجريبيَّة لها دور مساعد فقط ويجب أن تساهم في تكوين نظريَّات من شأنها الوصول للحقائق عن طريق الوعي ، لاحقاً أصبح هوركهايمر عميداً لكلية الفنون ثمَّ رئيساً لجامعة فرانكفورت، وهكذا وقعت مسؤوليات المعهد على عاتق أدورنو بشكلٍ كامل، وفي هذه الفترة أيضاً جدَّد نشاطاته الموسيقيَّة وكتب عدداً من الأعمال الفلسفية والاجتماعية الهامة.

#### مقالات أخرى حول الثقافة وأدب الجماهير
سُحبت الجنسيَّة الأمريكية من أدورنو بحلول منتصف عام 1952 لأنَّه استمرَّ بالتواجد خارج أراضيها، ولكنَّ ذلك لم يمنعه من القيام بعدة زيارات لأمريكا وكتابة مقالات متنوعة في أكثر من مجلة أمريكيَّة، أمَّا في فرانكفورت فقد استمرَّ في القيام في واجباته الأكاديميَّة وكتب مقالات هامَّة اعتباراً من عام 1952 منها: «ملاحظات حول كافكا»، «متحف فاليري بروست»، «مقالة عن شوينبيرغ»، وأصدر في عام 1955 كتاباً يضمُّ نخبةً من مقالاته، ونشر في الفترة ما بين عام 1958 - 1961 مذكّرات أدبية في كتابين ضخمين.

#### الثقافة الألمانية ما بعد الحرب
في تلك الفترة أقام أدورنو علاقات وثيقة مع شعراء ألمانيا المعاصرين مثل بول سيلان وإنغبورغ باخمان، وناقش في عدة مقالات وضع الشعر والثقافة الألمانية بعد أوشويتز دافع فيها عن الأدب الملتزم الذي يشكِّل جزءاً من الصراع الفكري والثقافي في ألمانيا ما بعد الحرب، وفي عام 1963 انتخب أدورنو لمنصب رئيس الجمعية الاجتماعية الألمانية وترأس مؤتمرين هامَّين للجمعية: الأول عام 1964 «عن ماكس ويبر وعلم الاجتماع»، وفي عام 1968 «عن الرأسمالية والمجتمع الصناعي»، واستمرَّ في الانخراط في النقاشات الفلسفيَّة والفكرية التي كانت تعصف بالثقافة الألمانية في ذلك الوقت، وكتب العديد من المقالات والكتب الهامة التي تناقش الوضع الألماني العام حينها.
الجماليات عند أدورونو
دائمًا ما تتطرق كتاابت أدورنو الفلسفية إلى الفنون والأعمال الادبية، وكانت الكتابات الجمالية تطبيقات تم تطويرها في كتب ليس لها علاقة بالجماليات. وكانت كتاباته محط جدل عند الكثير من الموسيقيين والنقاد، بل وحتى المتخصصين في علم الجمال! وهذا ما أدى لإلى انتار فلسفته الجمالية بشكل واسع. وقد اكتمل هذا الجدل بعد نشر كتاب «نظرية الجمال» له لأول مرة بعد وفاته بسنة! والذي شكل من خلاله حركة الفن الحديث تشكيلا فريدًا بطريقة جدلية من وجهة نظر الجماليات الفلسفية، مما أعاد تشكيل الجماليات الفلسفية لدى هيجل وكانط، خصوصا من منظور الفنون الحديثة. فقد قام كتابه بتتبع الدوار المشتركة بين هؤلاء الفلاسة بلا كلل أو ملل

## روابط خارجية
- تيودور أدورنو على موقع IMDb (الإنجليزية)
- تيودور أدورنو على موقع الموسوعة البريطانية (الإنجليزية)
- تيودور أدورنو على موقع مونزينجر (الألمانية)
- تيودور أدورنو على موقع ميوزك برينز (الإنجليزية)
- تيودور أدورنو على موقع إن إن دي بي (الإنجليزية)
- تيودور أدورنو على موقع ديسكوغز (الإنجليزية)